# Pałac w Sławikowie
Pałac w Sławikowie – zespół pałacowo-parkowy znajdujący się w Sławikowie w województwie śląskim, obecnie w stanie ruiny. 
Pałac nie będąc przedmiotem kompleksowych badań archeologów i historyków nie ma sprecyzowanie określonej daty powstania.  
Edward Wieczorek w książce Racibórz i okolica, określił powstanie pałacu na koniec XIX wieku, z kolei Tadeusz Chrzanowski i Marian Kornecki w Katalogu zabytków sztuki w Polsce datował powstanie pałacu jako III ćwierć XIX wieku. Grzegorz Wawoczny w pracy Zamki i pałace dorzecza Górnej Odry powiązał budowę pałacu z Frederickiem Gregorem von Lautensac, który mieszkał w Sławikowie w XVIII wieku.  
Niemieckie źródła wskazują na dłuższą lub znacznie dłuższą historię budowli, która w drugiej połowie XIX wieku miała być tylko przebudowana. W latach 1795–1831 pałac sprzed przebudowy należał do rodziny Eichendorffów. Był budowlą jednopiętrową, nakrytą dachem ze strychem. Kształt tego budynku ukazuje litografia opublikowana w 1856 r. na łamach berlińskiego periodyku „Zeitschrift für Bauwesen”, wydawanego przez oficynę Ernsta i Korna. W latach 1856–1865 pałac został znacząco rozbudowany przez Ernesta von Eikstedta w duchu XIX-wiecznego eklektyzmu z dominującymi akcentami neoklasycystycznymi. Pałac należał do potomków Ernesta von Eikstedta do 1945 r.  
Pałac został częściowo zniszczony w czasie walk o przyczółek łubowicki między Wehrmachtem i Armią Czerwoną pod koniec II wojny światowej. W czasach PRL należał do miejscowego Państwowego Gospodarstwa Rolnego. Wtedy wyposażenie zostało rozkradzione, a obiekt popadł w ruinę. 
Pałac jest otoczony parkiem o powierzchni 6 ha, w którym rosną drzewa liściaste i znajduje się ruina kaplicy nagrobnej von Eikstedtów wybudowanej w stylu neogotyckim. W otoczeniu pałacu znajdują się również ruiny dawnego spichlerza i oranżerii.
Po 1989 r. pałac przeszedł we władanie Agencji Nieruchomości Rolnych, która sprzedała go prywatnemu inwestorowi. W 2005 r. inwestor przekazał nieruchomość gminie Rudnik, gdyż nie stać go było na utrzymanie tego zabytku. W 2011 wójt gminy planował wystawić ją na licytację.
Od 2018 gmina Rudnik, rezygnując z planów sprzedaży obiektu, zabezpiecza obiekt przed dalszą degradacją.

## Architektura
Pałac został wybudowany w stylu eklektycznym, jest murowany z cegły, otynkowany i wzniesiony na rzucie prostokąta. Posiadał trzy kondygnacje i był częściowo podpiwniczony. Całość pokrywał płaski dach.
Fasada w elewacji wschodniej posiadała 19 osi, gdzie w centrum znajdował się pięcioosiowy ryzalit, który wieńczył trójkątny przyczółek, na którym znajdowały się płaskorzeźby. Całość poprzedzał portyk kolumnowy. Fasadę zamykają czworoboczne wieże, które zostały wciągnięte w obręb korpusu budowli. 
Elewacja zachodnia, tzw. ogrodowa, powtarza układ fasady, z tym że nie posiada portyku, a zamykają ją cylindryczne wieżyczki. Od południowego wschodu dobudowano oranżerię w formie galerii arkadowej, która posiadała dwie kondygnacje. W środkowej części znajdował się niewielki budynek. Całość zamykają trójkątne przyczółki. Do budynku przylegał podłużny taras prowadzący do parku, pod którym znajdował się tunel (istnieje do dziś).
Układ wnętrz był dwutraktowy, gdzie w części budynku pomiędzy traktami znajdował się korytarz. Do dziś przetrwały sklepienia piwnic, a także kolebkowe i kolebkowo-krzyżowe sklepienia parteru. W niektórych pomieszczeniach można dostrzec pozostałości ozdobnych detali, głowic kolumn, nisz na rzeźby oraz oryginalne futryny.